# Cratere Lida
Lida  è un cratere sulla superficie di Venere.